# Пея (Красноярский край)
Пея — посёлок в Абанском районе Красноярского края России. Входит в состав Хандальского сельсовета.

## География
Посёлок находится в восточной части Красноярского края, на левом берегу реки Бирюса, вблизи места впадения в неё реки Слопешная, на расстоянии приблизительно 72 километров (по прямой) к северо-востоку от посёлка Абан, административного центра района. Абсолютная высота — 185 метров над уровнем моря.

## Происхождение названия
По мнению Станислава Гурулёва, топоним образован от коттского pej — ветер.

## Население
| 1989 | 2002 | 2010 |
| ---- | ---- | ---- |
| 432  | ↘221 | ↘76  |

Гендерный состав
По данным Всероссийской переписи населения 2010 года в гендерной структуре населения мужчины составляли 55,3 %, женщины — соответственно 44,7 %.
Национальный состав
Согласно результатам переписи 2002 года, в национальной структуре населения русские составляли 92 % из 221 чел.

## Инфраструктура
В посёлке функционируют сельский клуб, библиотека и фельдшерско-акушерский пункт.

## Улицы
Уличная сеть посёлка состоит из шести улиц.